# London Elektricity
Tony Colman, alias London Elektricity, est un DJ, compositeur, producteur et musicien anglais de drum and bass, plus spécifiquement de liquid funk, un sous-genre de drum and bass. Il est le cofondateur du label Hospital Records, l’un des labels les plus connus du genre.
C’était un duo auparavant, fondé en 1996 et composé de Tony et de Chris Goss, ce dernier s’est ensuite retiré du groupe en 2002 pour gérer le label.
En parallèle du rythme drum and bass, le style de London Elektricity se démarque par son utilisation d’éléments de jazz, de funk, de breakbeat et de soul dans l’intégralité de ses morceaux. London Elektricity réalise d’ailleurs des lives où l'on peut retrouver de vrais instruments caractéristiques de ces genres : du piano joué par Tony, des voix, une batterie, une contrebasse etc., joués par d’autres musiciens.

## Discographie

### Studio Albums
- 1999 - Pull The Plug
- 2003 - Billion Dollar Gravy
- 2004 - Power Ballads
- 2008 - Syncopated City
- 2011 - Yikes!
- 2015 - Are We There Yet
- 2019 - Building Better Worlds

### Live Albums
- 2004 - Live Gravy
- 2006 - Live At The Scala
- 2017 - Live In The Park
- 2017 - Live At Pohada